# هيرفان أونغيندا
هيرفن أونغيندا (بالفرنسية: Hervin Ongenda)‏ (من مواليد 24 يونيو 1995) هو لاعب كرة قدم فرنسي يلعب حاليا كجناح لنادي باستيا الفرنسي.

## مهنة
جعل بدايته المهنية أونغيندا على 6 يناير 2013 في كأس فرنسا ضد أراس. في 3 آب عام 2013، ولعب في كأس السوبر الفرنسية ضد بوردو، واستبدال خافيير باستوري الفعالة في الدقيقة 73 وسجل هدف التعادل بعد ثماني دقائق كما ذهبت باريس سان جيرمان للفوز 2-1.وقدم له لأول مرة في الدوري الفرنسي 1 9 أغسطس 2013 ضد مونبلييه.

## مع مرتبة الشرف
باريس سان جيرمان
بطل الكأس: 2013

## روابط خارجية
- هيرفان أونغيندا على موقع الاتحاد الأوربي (الإنجليزية)
- هيرفان أونغيندا على موقع رابطة كرة القدم الفرنسية للمحترفين (الإنجليزية)
- هيرفان أونغيندا على موقع إي إس بي إن إف سي (الإنجليزية)
- هيرفان أونغيندا على موقع قاعدة بيانات كرة القدم.إي يو (الإنجليزية)
- هيرفان أونغيندا على موقع ليكيب (الفرنسية)
- هيرفان أونغيندا على موقع Soccerbase.com (لاعب) (الإنجليزية)
- هيرفان أونغيندا على موقع Soccerway.com (الإنجليزية)
- هيرفان أونغيندا على موقع عالم كرة القدم.نت (الإنجليزية)
- هيرفان أونغيندا على موقع كووورة
- هيرفان أونغيندا على موقع AS.com (الإسبانية)